# Mparahatwe
Mparahatwe är ett periodiskt vattendrag i Burundi.   Det ligger i provinsen Bujumbura Rural, i den västra delen av landet, 6 kilometer sydost om huvudstaden Bujumbura.
Omgivningarna runt Mparahatwe är en mosaik av jordbruksmark och naturlig växtlighet. Runt Mparahatwe är det tätbefolkat, med 613 invånare per kvadratkilometer.